# Pirrolidina
La pirrolidina o azaciclopentano, conosciuta anche come tetraidropirrolo, è un composto organico con formula molecolare C4H9N. È un'ammina secondaria ciclica formata da un anello eterociclico a cinque atomi, di cui 4 sono di carbonio e 1 di azoto. A temperatura ambiente si presenta come un liquido volatile, incolore se puro, tendente ad ingiallire all'aria, con un caratteristico odore pungente ammoniacale e di pesce. È completamente miscibile con l'acqua, analogamente alla piperidina (molecola omologa con ciclo a 6 termini) e al tetraidrofurano (THF), è molto solubile in etere e alcool e nei comuni solventi organici non puramente idrocarburici. La pirrolidina è un importante intermedio di sintesi in campo farmaceutico e in quello della chimica fine.

## Occorrenza
L'anello pirrolidinico è presente nella struttura degli amminoacidi prolina e idrossiprolina e nella molecola della nicotina come N-metil derivato.
La pirrolidina è stata riscontrata in natura nelle foglie di piante quali tabacco, carota e belladonna. La struttura ciclica della pirrolidina è presente in molti alcaloidi naturali, come la nicotina e l'igrina. È inoltre presente in molti farmaci tra i quali prociclidina e bepridil. Essa entra anche a far parte della struttura dei racetam (per esempio, piracetam, aniracetam e oxiracetam) e di diversi pesticidi.

## Sintesi
La pirrolidina può essere sintetizzata facendo reagire tetraidrofurano con ammoniaca in fase gassosa, in presenza di ossido di alluminio che catalizza la disidratazione. Un altro metodo consiste nella idrogenazione del pirrolo, che può essere ottenuto a sua volta per deidrogenazione della pirrolidina (reazione inversa).

## Basicità
La pirrolidina, pur essendo tra le basi deboli (dato che Kb << 1),  è una base alquanto più forte dell'ammoniaca e più forte della dimetilammina (la più forte delle metilammine) e anche un po' più forte della dietilammina (la corrispondente ammina a catena aperta), il che la colloca tra le ammine semplici a maggiore carattere basico. Il suo acido coniugato possiede pKa = 11,27, che corrisponde per la pirrolidina a una pKb = 2,73; una sua soluzione acquosa a concentrazione di 100 g/L ha pH 12,9 a 20 °C.

## Reazioni
In chimica organica la pirrolidina è usata per attivare chetoni e aldeidi (che abbiano almeno un atomo H in posizione α al carbonile) verso l'addizione nucleofila tramite formazione di una enammina;  in questo stesso ruolo, oltre che come ammina secondaria eterociclica, si può citare il suo omologo a sei termini piperidina, o anche la morfolina. Reagisce con acido nitroso o con nitriti alcalini in ambiente acido per dare la nitrosammina corrispondente, la N-nitrosopirrolidina (CH2)4N–N=O.